# Tribunal de la Cámara Imperial

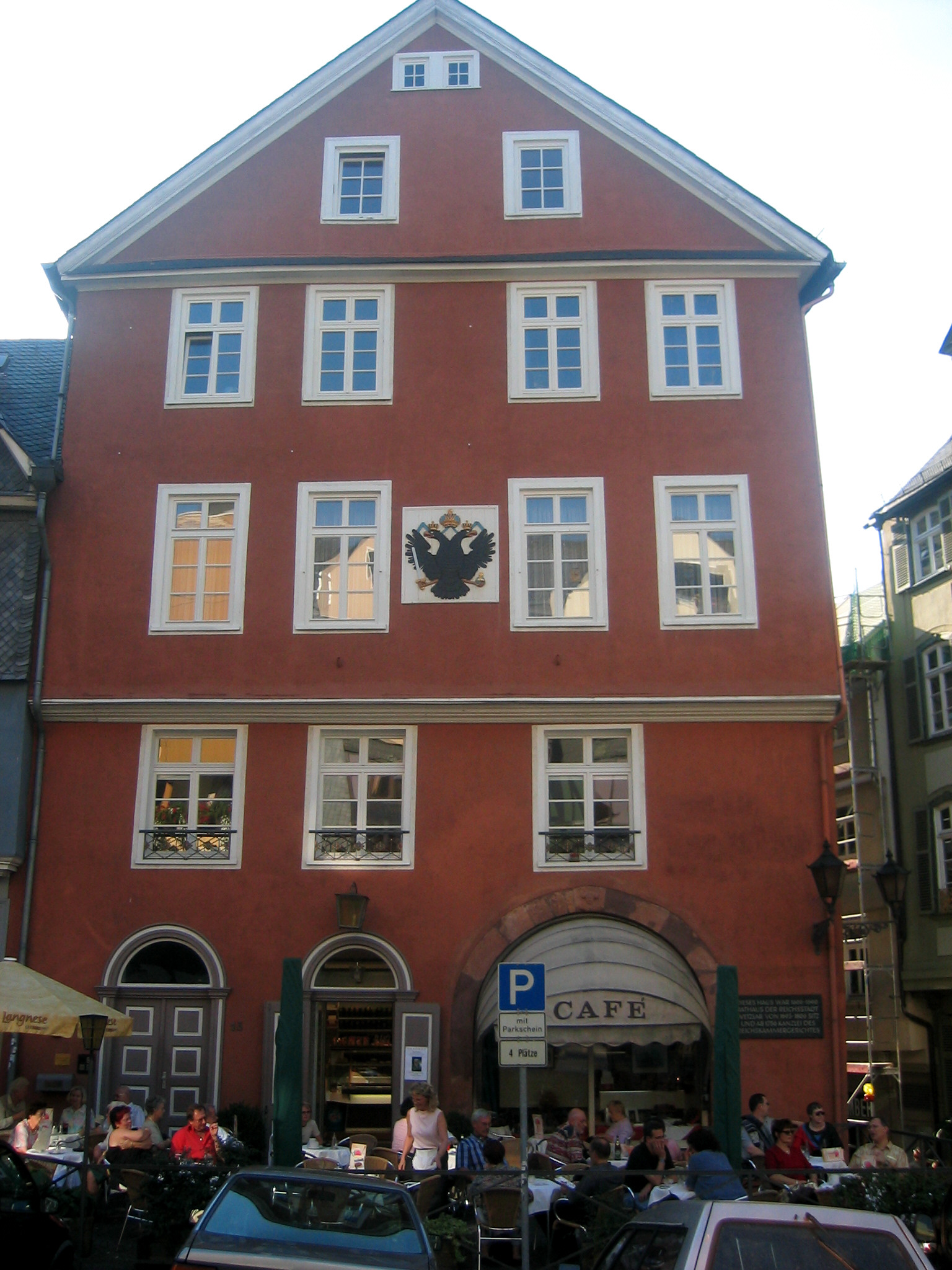
Edificio de la Cámara de la Corte Imperial en Wetzlar, Alemania.

El Tribunal de la Cámara Imperial (en alemán: Reichskammergericht) era el máximo tribunal del Sacro Imperio Romano. Fue establecida en el año 1495 bajo el gobierno del emperador Maximiliano I de Habsburgo, y actuó como suprema autoridad judicial del Sacro Imperio hasta su disolución en 1806. En su concepción, el tribunal fue ideado por la Dieta del Sacro Imperio como un contrapeso al poder del emperador. Así, nominalmente al menos, era el tribunal de mayor rango dentro del Sacro Imperio Romano Germánico. 
En teoría, todos los asuntos legales del Sacro Imperio podían ser presentados ante este órgano. En la práctica, sus competencias estaban limitadas. Por un lado, la reorganización sufrida por el Consejo Áulico, acometida por el emperador Maximiliano I en respuesta a la creación de la Cámara de la Corte Imperial restó numerosas competencias al tribunal, sobre todo en asuntos de gobernanza política y "gestión territorial" del Sacro Imperio: el Consejo Aúlico asumió estas últimas en exclusiva, y contaba con muchas otras competencias de índole penal que se solapaban con las de la Cámara. Por otro lado, existían ciertas limitaciones inherentes a su jurisdicción: si el gobernante del territorio del que surgía el caso ostentaba y ejercía el llamado privilegio de non appellando, el caso no podía ser atendido por la Cámara; por otro, la Cámara no podía intervenir en casos de delitos criminales penales a no ser que el caso involucrara defectos en el procedimiento legal seguido.
Además, en la práctica la Cámara era un tribunal poco apetecible al que acudir: era famoso por la extrema lentitud con que resolvía los casos y emitía veredictos. En algunos casos que involucraban disputas entre distintos principados del Imperio, la Cámara tardó literalmente siglos en emitir veredicto. Cuando fue abolida en 1806, se extinguieron con ella algunos casos que llevaban siendo atendidos desde hacía 400 años; el escaso interés por parte de las partes pleiteantes en resolver sus pleitos -- o su interés en no alterar el statu quo-- suele mencionarse como la causa de tamañas dilaciones.
Después de su creación  el 31 de octubre de 1495, el tribunal tuvo su sede junto a la Dieta, en Fráncfort del Meno. Luego tuvo sede en Worms, Augsburgo, Núremberg, Ratisbona, Espira y Esslingen. A partir de 1527 se situó en Speyer. A raíz de la Guerra de los Nueve Años, se trasladó a Wetzlar, donde se mantuvo desde 1689 hasta que fue disuelta en 1806.
- Datos: Q707604
- Multimedia: Reichskammergericht / Q707604